# Ludomir
Ludomir, Ludomer, Ludmar – staropolskie imię męskie, złożone z członów Ludo- („ludzie”) i -mir („pokój, spokój, dobro”). Być może oznaczało „ten, który ma szacunek ludzi” lub „ten, który zapewnia ludziom pokój”.
Ludomir imieniny obchodzi: 20 lutego, 21 marca, 31 lipca, 10 listopada.
W 1994 roku imię to nosiło 881 mężczyzn w Polsce. 
Od tego imienia pochodzi nazwa miejscowości na Podhalu: Ludźmierz (wcześniej Ludzimierz). 
Podobne imię staropolskie: Ludziwoj.

## Osoby o imieniu Ludomir
- Ludomir Benedyktowicz – powstaniec styczniowy
- Ludomir Goździkiewicz – polityk
- Ludomir Handzel – samorządowiec
- Ludomir Mączka – geolog, żeglarz
- Ludomir Newelski – matematyk
- Ludomir Różycki – polski kompozytor
- Ludomir Sawicki – geograf
- Ludomir Sedlaczek-Komorowski – psychiatra
- Ludomir Stasiak – działacz w PRL
- Ludomir Sleńdziński – malarz, rzeźbiarz, pedagog
- Ludomir Zgirski – lekarz psychiatra, działacz państwowy